# Valeriana ledoides
Valeriana ledoides är en kaprifolväxtart som beskrevs av Graebner. Valeriana ledoides ingår i släktet vänderötter, och familjen kaprifolväxter. Inga underarter finns listade i Catalogue of Life.